# 龙门镇 (乐至县)
龙门镇，原为龙门乡，是中华人民共和国四川省资阳市乐至县下辖的一个乡镇级行政单位。2019年12月，撤乡设镇。

## 行政区划
龙门镇下辖以下地区：
金马寺村、黑龙洞村、塘堰井村、田坝寺村、白庙寺村、三道拐村、金鼓村、白鹤桥村、渔龙桥村、报国寺村、烟火店村、棕树村、江家沟村、圣灯村、农科村、断石岗村、青山沟村、龙王庙村、黄林树村、阳载寺村、欧家祠村和石朝门村。